# Alexander Grant (Tänzer)
Alexander Marshall Grant (* 22. Februar 1925 in Wellington; † 30. September 2011 in London) war ein neuseeländischer Balletttänzer, Ballettmeister und Choreograf.

## Biografie
Zu Beginn seiner tänzerischen Laufbahn gewann er ein Stipendium für die Royal Ballet School in Covent Garden (London) und verbrachte nach dessen Abschluss einen großen Teil seiner Karriere am Royal Ballet. Nach Beginn als Solist 1949 wurde er vor allem bekannt durch seine Darstellung des Bottom in Frederick Ashtons „The Dream“.
Nach Beendigung seiner tänzerischen Laufbahn wurde er 1971 Direktor von Ballet for All, einem Ableger des Royal Ballet, das sich an ein breiteres Publikum wandte. Im Anschluss war er zwischen 1976 und 1983 Direktor des National Ballet of Canada.
Später kehrte er noch einmal selbst als Gastkünstler von 1985 bis 1989 an das Royal Ballet zurück und war zugleich auch zwischen 1987 und 1989 Gastkünstler am Joffrey Ballet in Chicago. Anschließend war er von 1989 bis 1991 Solotänzer (Senior Principal) beim England National Ballet, dem früheren London Festival Ballet.